# Itame sparsaria
Itame sparsaria là một loài bướm đêm trong họ Geometridae.